# アリスティデス・ペレイラ
アリスティデス・マリア・ペレイラ（Aristides Maria Pereira、1923年11月17日 - 2011年9月22日）は、カーボベルデの政治家。1975年から1991年まで同国の大統領（初代）を務めた。

## 人物
ペレイラはボア・ヴィスタ島に生まれた。1940年代の後半からカーボベルデ独立まで、ペレイラはギニア・カーボベルデ独立アフリカ党（PAIGC）に所属し、ストライキの組織などを行って反植民地運動に関与していた。そのような活動の際、彼はアルフレド・バングラという偽名を使用していた。
カーボベルデが独立すると、ギニア・カーボベルデ独立アフリカ党のカーボベルデ支部長となっていたペレイラはカーボベルデ大統領に就任し、民主主義と社会主義を掲げ、一党制を敷いた。同じギニア・カーボベルデ独立アフリカ党のルイス・カブラル大統領が支配するギニアビサウとは連合する考えを持っており、協力体制をとっていたが、1980年にギニアビサウでジョアン・ヴィエイラによるクーデターが起き、カブラル大統領が追放されると関係は冷却化し、1981年にはペレイラはギニア・カーボベルデ独立アフリカ党のカーボベルデ支部を独立させ、カーボベルデ独立アフリカ党（PAICV）の党首となって一党制を継続した。
その後カーボベルデ独立アフリカ党の支配に不満が高まると、1990年2月に複数政党制の導入を決定し、7月には党首をペドロ・ピレスへと譲り、自らは大統領職のみを務めた。1991年1月の大統領選挙にペレイラはカーボベルデ独立アフリカ党の候補として出馬したが、大差で野党・民主運動の候補アントニオ・マスカレニャス・モンテイロに敗れ、下野した。
2011年9月22日、糖尿病の悪化などのためポルトガルで客死。87歳没。